# Sambuca Pistoiese
Sambuca Pistoiese är en kommun i provinsen Pistoia i regionen Toscana i Italien. Kommunen hade 1 568 invånare (2018).